# Krajputaši iz Raščića (Ivanjica)

## Spomenik Sretena Minjovića
Ovaj krajputaš se nalazi na Lokvi, stari put Ivanjica- Čačak. Sreten Minjović je učestvovao u Prvom svetskom ratu od 1912. do 1917. Spomenik su mu podigli supruga Dostana, brat Ilija i sinovi Dragomir, Dragoljub, Milivoje i Mulun.
Tekst koji je ispisan na spomeniku je: 

"Spomen svome mužu odnosno ocu poč. Sretenu F. Minjoviću poštenom građaninu i hrabrom vojniku III čete I bat. II p. puka II pozivi. Učestvova u ratu od 1912. do 1917. g. Poživi 42. god. a pogibe u ropstvu u Beču 1917. god. Spomen mu podižu supruga Dostana brat Ilija sinovi Dragomir Dragoljub Milivoje i Milun."

## Spomenik Vićentija Nešovića
Krajputaš se nalazi na Lokvi, kod čeke. Vićentije Nešović je učestvovao u ratu od 1912. do 1914. godine. Spomenik su mu podigli sin Živko i ćerka Angelina sa sestrama.

Tekst koji je ispisan na spomeniku je: 

"Spomen Vićentija Nešovića iz Raščića vojnika III čete I b. IV puka III poziva koji borio se sa neprijateljom za otadžbinu od 1912. g. do 1914. g. Pogibe na položaju Crni vrh. Vićentije poživi 54. god. Ovaj spomen spodigoše sin Živko i kći Angelina sa sestrama."

## Spomenik Mihailu i Milanu Ocokoljiću
Ovaj krajputaš se nalazi na Lokvi, na skretanju za Tanasijeviće. Mihailo i njegov sin Milan Ocokoljić su učestvovali u Prvom svetskom ratu od 1914. do 1918. Spomenik su im podigli supruga/majka Angelina sa sinovima/braćom Nešom, Miladinom, Milunom i ćerkom/sestrom Dragom.
Tekst koji je ispisan na spomeniku je: 

"U borbi za oslobođenje srpstva 1914-18 god. živote svoje dadoše Mihailo Ocokoljić vojnik III č. I bat. X puka III poz. Zarobljen u Austrijskom ropstvu umro i sin mu Milan M. Ocokoljić đak narednik poginuo 1914. g. Na humkama u tuđini neće Srpsko cveće nići. Poručite deci našoj nećemo im Bog da otići. Pozdravite otadžbinu poljubite rodnu grudu. Spomen spodigoše za slobodu nek i ovi znaci budu. Ovaj spomenik iz zahvalnosti svome mužu i sinu- ocu bratu podigoše supruga- mati Angelnina sa decom Nešom, Miladinom, Milunom i ćerkom Dragom.  "

## Spomenik Kosti Savićeviću
Krajputaš je obnovljen u skorije vreme. Nalazi se na Robajama, put od Minjovića ka kamenolomu.   Kosta Savićević je učestvovao u Prvom svetskom ratu od 1912. do 1915. Spomenik su mu podigli roditelji Miladin i Sara sa porodicom.
Tekst koji je ispisan na spomeniku je: 

"Spomen Koste Savićevića vojnika iz Raščiča, rođen 11. oktobra 1893. u Raščićima. Umro 8. januara 1915. u Štipu. U daljini u tuđini u tuđem svetu kao vojnik ja umrijek u najlepšem cvetu. Kralja, otadžbinu moju milu ja se sprema da ih branim da slomimo tu prokletu Švabsku silu. Kleta boljka mene skosi i u Makedoniji ostadoše moje kosti. Roditelji i srodnici moji mili sa drugovima mnogim večno vamo ostadosmo, koji su sudbe moje bili. Srbadijo proširena naše će ime u školama i pesmama spominjati i pevati. Ovaj spomen spodigoše ožalošćeni roditelji Miladin i Sara sa porodicom."

## Spomenik Vučiću Ocokoljiću
Ovaj krajputaš se nalazi u Minjovićima. Vučić Ocokoljić je umro 30. novembra 1915. godine u varoši Elbasanu u Albaniji. Spomenik su mu podigli otac Dragić, majka Petra i brat Radojica.
Tekst koji je ispisan na spomeniku je: 

"Spomen Vučića Ocokoljića iz Lise vojnika prve čete prvog bataljona trećeg puka Kruševačkih trupa. Rođen 25. jula 1896. godine. Umro od ratnih napora 30. novembra 1915. godine u varoši Elbasanu u Albaniji, u najlepše doba u mladosti mojoj. Poklič otadžbine mene mladog pozva u boj da slobodu branim od strašnih dušmana Švaba i Mađara, Turaka i Bugara. Mladi život dadog otadžbini svojoj a slobodu sinu u domovini mojoj. Veseli se mlada Srbadijo mila na našim grobovima ti razvijaj krila . Zbogom otac zbogom mila majko, zbogom brate i premile seje ja ostadog u dalekom svetu đe vas više nikad viđet neću. Ovaj spomen podigoše svome ponosu otac Dragić majka Petra i brat Radojica."

## Spomenik Milovanu Minjoviću
Ovaj krajputaš se nalazi u Minjovićima. Milovan Minjović je umro 18. februara 1915. god. u Štipu. Spomenik su mu podigli roditelji Mlađen i Stanija.
Tekst koji je ispisan na spomeniku je: 

"Spomen Milovana Minjovića iz Raščića a jedinoga sina Mlađena Minjovića koji poživi 19. godina. Umro 18. februara 1915. god. kao vojnik stalnog kadra u Štipu a ostavi tužne roditelje da se mesto sinom kamenom tješe noseći na srcu tugu i žalost što ostaše bez više poroda a i Milovanu na grob ne dođoše.  Ovaj spomen podigoše mu ucveljeni roditelji Mlađen i Stanija."